# Casciana Terme
Casciana Terme é uma comuna italiana da região da Toscana, província de Pisa, com cerca de 3.538 habitantes. Estende-se por uma área de 36 km², tendo uma densidade populacional de 98 hab/km². Faz fronteira com Chianni, Lari, Lorenzana, Santa Luce, Terricciola.

## Demografia
| Variação demográfica do município entre 1861 e 2011                               |
|                                                                                   |
| Fonte: Istituto Nazionale di Statistica (ISTAT) - Elaboração gráfica da Wikipedia |